# Цесюлевич, Леопольд Романович
Леопо́льд Рома́нович Цесюле́вич (22 августа 1937 года, Рига, Латвия — 24 июня 2017 года, Барнаул, Россия) — советский, российский художник-живописец, график, публицист, рериховед, переводчик, педагог, общественный деятель. Член Союза художников СССР (1967), России. Заслуженный художник России (2006).

## Биография
Родился, учился и вырос в Риге; сын латиниста Романа Цесюлевича. В 1961 году окончил Академию художеств Латвийской ССР. Большое воздействие на его художественное мышление оказали Отто Скулме — ректор Академии художеств, народный художник СССР Эдуард Калныньш. После службы в армии последовал совету Ю. Н. Рериха, с которым ранее встречался в Москве — вместе с женой И. Р. Рудзите переехал жить на Алтай, в Барнаул. В 1967 году стал членом Союза художников СССР. Неоднократно избирался членом правления Алтайской организации Союза художников России. Занимался преподавательской работой, курировал дипломные работы студентов.
Работал в жанре тематической картины, портрета, пейзажа. Самое раннее произведение в Государственном художественном музее Алтайского края, где собрана значительная часть его картин, датируется 1957 годом. Многие из них посвящены взаимоотношению человека и природы, проблемам духовности: «Звездный свет. Астроном» (1972), «Время рассвета» (1974), «Снега России» (1985), цикл «Янтарный край» (1970—1972 гг), «Руки творящие» (1980).
Участник краевых, зональных, республиканских, всесоюзных, международных, зарубежных выставок с 1964 года. Среди них: 2-я Всероссийская выставка рисунка, акварели (1977, Ленинград), Всероссийская выставка «Всегда начеку» (1982, Москва), республиканская выставка «Нивы Алтая» (1983, Москва) и др. Триптих «Белая гора» (1985) хранится в Государственном музее истории литературы, искусства и культуры Алтая (Барнаул), «Алтайский этюд Николая Рериха» — в Музее Николая Рериха (Нью-Йорк, США), его картины — в Музее города Саппоро в Японии, а также в частных коллекциях России и зарубежья.
Л. Р. Цесюлевич много лет (вместе с И. Р. Рудзите) посвятил исследованию алтайского этапа Центрально-Азиатской экспедиции Николая Рериха. Благодаря им на доме В. С. Атаманова в Верх-Уймоне в 1974 году была установлена мемориальная доска, посвящённая пребыванию там экспедиции Рериха. Перевел с латышского языка автобиографические книги поэта и философа, председателя Латвийского общества Рериха Р. Я. Рудзитиса.
Художник — один из основателей Государственного музея истории литературы, искусства и культуры Алтая, инициатор создания картинной галереи в Алтайском государственном университете. Часто выступал со статьями в СМИ, излагая в них свои взгляды на искусство и творчество современников, вёл большую просветительскую работу.